# Slavko Gerželj
Slavko Gerželj, slovenski policist in veteran vojne za Slovenijo, * 17. maj 1956, Koper.
Slavko Gerželj je bil vršilec dolžnosti direktorja Policijske uprave Koper med 1. avgustom in 2. novembrom 2005.